# Никитенки (Смоленская область)
Никитенки — деревня в Смоленской области России, в Демидовском районе. Расположена в северо-восточной части области в 30 км к северо-востоку от Демидова, в 2,5 км к юго-западу от Пржевальского у автодороги Демидов — Пржевальское на берегу озера Чистик.
Население — 19 жителей (2007 год). Входит в состав Воробьёвского сельского поселения.

## Достопримечательности
Памятник археологии: городище днепро-двинских племён последних веков до н. э. в 800 м к северу от деревни.